# Kfar Adumim
Kfar Adumim (hebräisch כְּפַר אֲדֻמִּים) ist eine israelische kommunale Siedlung in Judäa (Westjordanland). Sie befindet sich in der Judäischen Wüste und fällt unter die Zuständigkeit des Mateh Binyamin Regional Council. Die Einwohnerzahl beträgt 4.983 (Stand: Januar 2022). Im Jahr 2007 hatte die Siedlung eine Einwohnerzahl von ca. 2500, nach einer Zählung des Israelischen Zentralbüro für Statistik vom Jahr 2016 hatte sie 4271 Einwohner.
Khan al-Ahmar, ein Beduinendorf, befindet sich zwischen Kfar Adumim und Maʿale Adummim.
Das Dorf wurde im September 1979 gegründet, und der Name wurde wie beim nahegelegenen Ma'ale Adummim aus der Bibel (Josua 15,7) genommen.

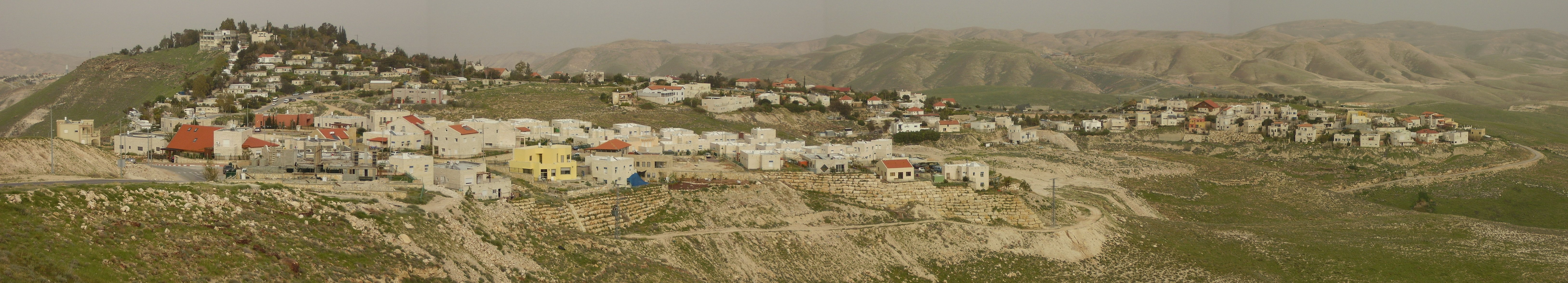
Kfar Adumim von der Siedlung Nofei Prat aus gesehen